# Krzysztof Luft
Krzysztof Stanisław Luft (* 5. Januar 1958 in Warschau) ist ein polnischer Filmschauspieler, Journalist und Manager.

## Leben und Beruf
Luft wurde 1958 in Warschau geboren. Krzysztof Luft ist der Sohn des auf Rheumatologie spezialisierten Professors Stanisław Luft und des Bruders des Journalisten und Diplomaten Bogumił Luft. Er war mit Monika Luft verheiratet, einer Journalistin, Fernsehmoderatorin und Publizistin, mit der er einen Sohn hat. Er absolvierte die XV. Sekundarschule für Allgemeinbildung. Er studierte von 1980 bis 1984 an der Aleksander-Zelwerowicz-Theaterakademie Warschau. In den 1980er Jahren war er Schauspieler im New Theatres. Von 1990 bis 1998 arbeitete er als Journalist und Moderator des polnischen Fernsehens. 
Er leitete unter anderem das Morgenprogramm Kaffee oder Tee?. Vom 26. März 1999 bis zum 19. Oktober 2001 war er Regierungssprecher in der Regierung von Jerzy Buzek. Später begann er sein eigenes Geschäft zu führen. Bei den Parlamentswahlen 2007 kandidierte er für die Platforma Obywatelska (PO) und erhielt 4221 Stimmen. Dies reichte nicht für ein Mandat.
Am 1. Juli 2008 wurde er Direktor des Pressebüros der Kanzlei des Sejm. Am selben Tag legte er seine Mitgliedschaft der  nieder. Am 7. Juli 2010 wurde er auf Empfehlung von Bronisław Komorowski zum Mitglied des Nationalen Rundfunkrats ernannt und übte vorübergehend die Aufgaben des Präsidenten dieses Gremiums aus.
2019 kandidierte er als parteiloser Kandidat auf der Liste des Wahlbündnisses Koalicja Obywatelska für einen Parlamentssitz, wurde aber erneut  nicht gewählt.